# Melarosa
Melarosa è un nome generico che comprende i frutti di diverse piante del genere Syzygium, fra i quali i seguenti:
- Syzygium aqueum, Mela rosa acquosa
- Syzygium jambos, pomarrosa
- Syzygium malaccense, mela malese
- Syzygium samarangense, mela di Giava o pumarosa